# Козулька (Красноярський край)
Козу́лька — селище міського типу в Козульському районі Красноярського краю Російської Федерації.

## Географія
Знаходиться за 100 км на захід від Красноярську залізницею та за 105 км автомобільними шляхами.

## Історія
Населений пункт оснований в 1892 році. Статус селища міського типу — з 1962 року.
Поблизу селища знаходиться 2544 Центральна база резерву танків (військова частина 54630; 56°10′17″ пн. ш. 91°27′14″ сх. д. / 56.171313° пн. ш. 91.453886° сх. д.), що знаходиться на території Центрального військового округу.
На тлі появи значної кількості танків сімейства Т-64 на озброєнні російських терористів під час Війни на сході України та на основі відкритих джерел вдалось встановити можливий шлях їхнього незаконного надходження: зі сховища поблизу Козульки до аеропорту Ємельяново, звідти повітряним транспортом до Таганрогу а звідти вже на тягачах до України. Згодом танки почали перевозити залізницею. Місцеві мешканці розповідають про це так:
|  | Місцеві мешканці, коли розповідають, що весь цей [2014] рік танки із сховищ батьківщини вивозили (далі відправляли авіацією), гадають: що буде, коли все, що рухається, звідси перекинуть на Захід? Так, металобрухту багато лишиться, на рік-два прожити вистачить. А далі? Оригінальний текст (рос.) Местные жители, говоря, что весь этот год танки из закромов родины вывозили (дальше отправляли грузовой авиацией), гадают: что будет, если все, что движется, отсюда перебросят на Запад? Ну да, металлолома много останется, на год-два жизни хватит. А потом? |

## Освіта
Дві середньооствіні школи, ПТУ, 5 дитячих садочки.

## Транспорт
Залізнична станція Козулька на Транссибірській магістралі, приміські потяги до Чернореченської та Красноярська. Також зупиняється частина потягів далекого спрямування.

## Люди
В селищі народилися:
- Ненадо Володимир Спиридонович (1935—1981) — український радянський художник і педагог.
- Хлебніков Михайло Андрійович (1918—1995) — Герой Радянського Союзу.